# Antoine François Cosyns
Pour les articles homonymes, voir Cosyns.
Antoine-François Cosyns, né à Malines en 1875 et mort après 1950, est un peintre, graveur et illustrateur belge.

## Biographie
Antoine-François Cosyns travaille entre les années 1911 et 1950 en France et expose au Salon des indépendants et au Salon d'automne. Ses illustrations sont signées « A-F Cosyns ». Il expose aussi à la Rétrospective des indépendants en 1926.

## Ouvrages illustrés
- Gérard de Nerval, Chimères, Pichon, Paris, 1919
- L'Apocalypse, de P.-L. Couchoud, Paris, Bossard, 1922, in 8° (21 bois dont 4 à pleine page[3])
- Une nuit au Luxembourg, roman, Mercure de France, 1906. André Plicque & Cie, Paris, 1925 (bois gravés)
- Catulle, Les Noces de Thétis et de Pélée, Paris, 1926[4]
- Stendhal, Armance, Édition des muses françaises, Blanchetière, Paris, 1927
- Les Aventures de Tyl Ulespiegel, Paris, À l'enseigne du pot cassé
- Honoré de Balzac, Le Père Goriot, Paris, Mornay, 1933
- Érasme, Livre des Colloques (5 vol., trad. de Jarl Priel), illustrations de Cosyns et Albert Puyplat, Paris, À l'enseigne du pot cassé, 1934-1936
- Fables d'Ésope, Paris, À l'enseigne du pot cassé, 1934
- Pensées de Goethe, Paris, À l'enseigne du pot cassé, 1936
- Marc Aurèle, Pensées, À l'enseigne du pot cassé, 1943
- Les Aphorismes d'Hippocrate suivis des aphorismes de l'école de Salerne, Paris, À l'enseigne du pot cassé, 1945
- Charles Baudelaire, Le Spleen de Paris, À l'enseigne du pot cassé, avec Constantin Castera, Paris, 1946
- Les Aventures de Renard et d'Ysengrin son compère, Paris, À l'enseigne du pot cassé, 1947
- John Charpentier, Les 33 ponts de Paris, Éd. de la Tournelle, 1950